# CLEFIA
In crittografia il CLEFIA è un cifrario a blocchi presentato da Sony nel 2007 come algoritmo da utilizzarsi nei sistemi di autenticazione e protezione del copyright dei sistemi DRM. Il suo nome deriva dalla parola france clef, che significa chiave.
Il CLEFIA opera su blocchi di 128 bit con chiavi lunghe 128, 192 o 256 bit.

## DSM
Il cifrario è strutturato su una rete di Feistel evoluta che Sony ha denominato Diffusion Switching Mechanism (DSM), meccanismo di commutazione della diffusione: si aumenta la sicurezza del sistema riducendo le operazioni da compiere selezionando le matrici di diffusione ottimali nella rete di Feistel. Questa tecnologia può così ridurre la dimensione dei gate quando l'algoritmo è implementato in hardware, ed aumentare l'efficienza quando è implementato in software.